# Rionegro & Solimões
Rionegro & Solimões é uma dupla brasileira de música sertaneja formada pelos amigos José Divino Neves, o Rionegro (Claraval, 22 de fevereiro de 1965), e Luiz Felizardo, o Solimões (Claraval, 12 de abril de 1962).
A dupla se inspira em outras como Tonico & Tinoco e Milionário & José Rico, além de astros internacionais como Alan Jackson e Shania Twain. Suas músicas são principalmente românticas e "arrasta-country", com uso de sanfona, viola e percussão, misturando elementos das modas de viola e do country. 
Certificações por vendas de gravação musical (discos de ouro, platina e diamante) acabaram se tornando comuns ao longo dos anos. Da mesma maneira, as aparições em programas como Programa do Ratinho, Domingão do Faustão, Programa Raul Gil e Hebe. Rionegro e Solimões já alcançaram a impressionante média de 26 shows por mês, arrastando multidões de até 50 mil pessoas em turnês nacionais. Os maiores índices de público passam por cidades como Brasília, Londrina, Americana, Uberlândia, Franca e Barretos.
Entre os principais sucessos da dupla estão "Peão Apaixonado", "De São Paulo a Belém", "Frio da Madrugada", "Bate o Pé", "Na Sola da Bota", "De Bem com a Vida", "Vida de Cão", "O Cowboy vai te pegar", entre diversas outras que caracterizam bem o "arrasta-country", pelo qual os dois são conhecidos.
Em 2019, o filho de Solimões, Gabeu, se lançou como cantor, compositor e percussor do queernejo, vertente do sertanejo que apresenta composições no ponto de vista de pessoas LGBTs,  com o single de estreia "Amor Rural". Em 2021, lançou seu primeiro álbum, Agropoc, que foi indicado à categoria de Melhor Álbum de Música Sertaneja do Grammy Latino de 2022.

## História
Nascidos na mesma cidade do interior mineiro, suas famílias se mudaram para São Paulo, atraídas pela prosperidade da indústria de calçados e pela construção civil da cidade de Franca. Os dois se conheceram quando trabalhavam numa fábrica de calçados, em 1978, e começaram a cantar para os colegas e a se apresentar em festas nas casas de amigos e de parentes.
Em 1982, resolveram tentar a carreira profissional, começando a participar de festivais sertanejos. Em sete anos, a dupla participou de cerca de 53 festivais em todo o país e tirou o primeiro lugar em 49 deles. Mesmo participando de muitos festivais, continuaram a trabalhar na fábrica de sapatos e recebiam abono para as constantes faltas, apresentando-se em festas promovidas pelos patrões.
O nome artístico da dupla foi dado pelo ex-carteiro e compositor Domiciano, retomando uma tradição praticamente interrompida desde que Chitãozinho & Xororó adotaram esses nomes, que é de cantores sertanejos adotarem nomes que fazem referência à natureza, e eles fizeram isso se referindo aos dois grandes rios que formam o rio Amazonas, o rio Negro e o rio Solimões. Antes disso, eles utilizavam o nome artístico de Zé Divino & Luizinho.
Em 1986, resolveram abandonar a fábrica de sapatos e viver apenas da música. Com a abertura do mercado sertanejo em fins dos anos 1980, começaram a se apresentar na noite, cantando um repertório que incluía as principais canções sertanejas, principalmente de duplas como Tião Carreiro & Pardinho e Tonico & Tinoco. Ainda em 1986, gravaram um tape independente e passaram a levá-lo de gravadora em gravadora até 1989, quando assinaram contrato com a RGE e gravaram o primeiro disco, que, entretanto, não obteve muita repercussão, saindo logo de catálogo.
Em 1991, gravaram pela Continental o segundo disco, que também não obteve sucesso. Continuaram a persistir e, em 1994, lançaram pelo selo Brasil Rural o terceiro disco, ficando a venda e distribuição por conta da própria dupla, que conseguiu vender cerca de 20 mil cópias, despertando o interesse da gravadora Velas, que regravou o disco e vendeu cerca de mais 15 mil cópias. Ainda no mesmo ano a dupla foi integrada a dupla José Batista & Luís para interpretar os cantores falecidos José Batista Amado e Luís de Camargo.
Em 1996, lançaram o quarto disco, ainda pela Velas. Em 1997, ainda pela gravadora Velas, lançaram seu quinto disco, com destaque para a composição "Peão Apaixonado", gravada na mesma época pela cantora Jayne e mais tarde regravada por Daniel. Este disco vendeu cerca de 80 mil cópias e começou a solidificar a carreira da dupla.
Em 1998, lançaram o sexto disco, agora pela gravadora PolyGram, obtendo uma vendagem de cerca de 500 mil cópias. Destacam-se neste disco as composições "Falta Você", de Rionegro, "A Gente Se Entrega", de Pinochio, "Tô Doidão", de Rionegro e Solimões, "Saudade Pulou no Peito", de Rionegro e Domiciano, "De São Paulo a Belém", de Pinocchio e Nilma, que logo se tornou um hit, além da regravação do clássico "Cuitelinho", de domínio público, adaptado por Paulo Vanzolini e Antônio Xandó. Com a consolidação da carreira, aumentou o número de shows, assim como o público presente em suas apresentações. Fizeram shows em Brasília para mais de 80 mil pessoas, Divinópolis, em Minas Gerais, para mais de 70 mil, e em Americana, São Paulo, para cerca de 50 mil pessoas, batendo o recorde de público do show Amigos, tradicionalmente o recordista de público na região. depois fizeram contrato com a Universal que a partir daí fez a dupla acelerar os sucessos.
As violas caipiras que os ídolos carregavam foram substituídas ao longo dos anos pelos violinos típicos do country norte-americano, enquanto os arranjos deixaram as toadas intimistas do seresteiros para se aproximar do pop, com uma variedade grande de estilos desfilando pelas músicas de cada álbum.

## Discografia

### Álbuns de estúdios
- 1989 - Rionegro & Solimões
- 1991 - Rionegro & Solimões
- 1994 - Rionegro & Solimões
- 1996 - Rionegro & Solimões
- 1997 - Rionegro & Solimões
- 1998 - O Amor Supera Tudo
- 1999 - Bate o Pé
- 2001 - Só Alegria
- 2002 - Ensaio Acústico
- 2003 - Na Sola da Bota
- 2005 - Clube do Batidão
- 2006 - Do Jeito da Gente
- 2008 - Arrastão
- 2011 - Virou Festa!
- 2013 - O Cowboy Vai Te Pegar

### Álbuns ao vivo e DVDs
- 2000 - Bate o Pé - Ao Vivo
- 2004 - De Bem com a Vida - Ao Vivo
- 2006 - Do Jeito da Gente
- 2018 - Deus Abençoou
- 2020 - Só Lembranças - Acústico
- 2023 - A História Continua
- 2024 - Resenha Ao Vivo, Sem Compromisso (com Emílio & Eduardo)
- 2024 - Rionegro & Solimões em Uberlândia

### Extended plays(EP)
- 2019 - Rionegro e Solimões 2019

### Coletâneas
- 1999 - De São Paulo À Belém
- 1999 - Millennium
- 1999 - O Melhor de Rionegro & Solimões
- 2000 - Bailão do Rionegro & Solimões
- 2005 - O Grito da Galera
- 2007 - Sem Limite
- 2017 - Sucessos de Hoje